# Episodi di Shades of Blue (prima stagione)
La prima stagione della serie televisiva Shades of Blue è stata trasmessa negli Stati Uniti dalla rete NBC dal 7 gennaio al 31 marzo 2016.
In Italia è andata in onda dal 22 settembre al 16 dicembre 2016 su Premium Crime, canale a pagamento della piattaforma Mediaset Premium, mentre in chiaro è stata trasmessa dal 5 al 26 luglio 2017 su Canale 5.
Durante questa stagione escono dal cast principale Santino Fontana (il detective Saperstine), Michael Esper (il tenente Donnie Pomp), Annie Chang (partner di Stahl), Antonio Jaramillo (Miguel Zepeda).
| n° | Titolo originale         | Titolo italiano                      | Prima TV USA     | Prima TV Italia   |
| -- | ------------------------ | ------------------------------------ | ---------------- | ----------------- |
| 1  | Pilot                    | La recluta                           | 7 gennaio 2016   | 22 settembre 2016 |
| 2  | Original Sin             | Peccato originale                    | 14 gennaio 2016  | 29 settembre 2016 |
| 3  | False Face, False Heart  | Doppio gioco                         | 21 gennaio 2016  | 6 ottobre 2016    |
| 4  | Who Can Tell Me Who I Am | Non mi riconosco                     | 28 gennaio 2016  | 13 ottobre 2016   |
| 5  | Equal and Opposite       | Uguali ma opposti                    | 4 febbraio 2016  | 20 ottobre 2016   |
| 6  | Fall of Man              | La caduta                            | 11 febbraio 2016 | 27 ottobre 2016   |
| 7  | Undiscovered Country     | Rimedi estremi                       | 18 febbraio 2016 | 3 novembre 2016   |
| 8  | Good Cop Bad Cop         | Poliziotto buono, poliziotto cattivo | 25 febbraio 2016 | 10 novembre 2016  |
| 9  | Live Wire Act            | La microspia                         | 3 marzo 2016     | 18 novembre 2016  |
| 10 | What Devil Do            | Caccia al diavolo                    | 10 marzo 2016    | 25 novembre 2016  |
| 11 | The Breach               | Tradimento                           | 17 marzo 2016    | 2 dicembre 2016   |
| 12 | For I Have Sinned        | Perché ho peccato                    | 24 marzo 2016    | 9 dicembre 2016   |
| 13 | One Last Lie             | L'ultima bugia                       | 31 marzo 2016    | 16 dicembre 2016  |

## La recluta
- Titolo originale: Pilot
- Diretto da: Barry Levinson
- Scritto da: Adi Hasak

### Trama
La recluta Michael Loman, durante un'irruzione in un appartamento con il detective Harlee Santos, uccide un ragazzo disarmato scambiato per uno spacciatore. Harlee decide di coprire l'accaduto per evitargli pesanti conseguenze. Harlee fa parte della squadra di Matt Wozniak, che mantiene sotto controllo le guerre tra le gang locali estorcendo da loro denaro in cambio. Il ricavato delle estorsioni viene diviso tra i membri della squadra di Wozniak e Harlee usa la sua quota per pagare la scuola alla figlia adolescente Cristina, che vive con lei dopo che Harlee ha abbandonato il padre, un uomo violento da cui veniva spesso picchiata e alla fine imprigionato per omicidio grazie a false prove fabbricate da Wozniak per risolvere definitivamente la situazione di Harlee. Wozniak produce una falsa ricostruzione dei fatti a copertura di Loman, legando in questo modo la recluta a dover collaborare alle estorsioni illegali a contraccambio. Harlee viene avvicinata da un finto spacciatore che si rivela essere l'agente dell'FBI Robert Stahl. Stahl fa parte di una squadra anticorruzione che da tempo sta investigando sulle attività di Wozniak e dei suoi e mette Harlee alle strette, obbligandola a collaborare con lui per evitare di finire a sua volta in prigione, lasciando quindi sola la figlia Cristina. Harlee quindi indossa una microspia ma Wozniak, durante una conversazione privata, le confida di essere a conoscenza dell'esistenza di una "talpa" dell'FBI nella sua squadra e, fidandosi ciecamente di Harlee, le chiede di aiutarlo a individuare la spia, con l'intenzione di ucciderla una volta identificata.

## Peccato originale
- Titolo originale: Original Sin
- Diretto da: Barry Levinson
- Scritto da: Jack Orman e J. David Shanks

### Trama
Dopo il colloquio con Wozniak, Harlee decide che la situazione per lei è diventata troppo pericolosa e interrompe la sua collaborazione con Stahl facendosi ridare indietro la registrazione. Wozniak rimane ferito in un agguato e chiede alla sua squadra di aiutarlo a trovare chi gli ha sparato. Il tenente Donnie Pomp conferma a Wozniak che l'FBI ha infiltrato nel suo gruppo una talpa, facendo leva per ricatto su un suo segreto personale. Imbattutosi nel caso dell'ex-compagno di Harlee, Miguel Zepeda, condannato per omicidio sulla base di prove false costruite da Wozniak, dirige quindi i sospetti proprio su Harlee. Wozniak decide quindi di sottoporre Harlee alla prova della macchina della verità; Harlee riesce a superare il test ma un suo movimento involontario (un gesto della mano tra i capelli) rivela a Wozniak che sta mentendo.

## Doppio gioco
- Titolo originale: False Face, False Heart
- Diretto da: Dan Lerner
- Scritto da: Mike Daniels e Wolfe Coleman

### Trama
Wozniak informa Harlee che vi sarà una revisione del processo all'ex compagno ma di non preoccuparsi perché continuerà a coprirla. Avendo perso la registrazione, Stahl mette di nuovo alle strette Harlee: o gli porterà qualche risultato o la farà arrestare. Wozniak si accorge che Harlee ha perquisito il suo ufficio e decide quindi di ucciderla, per proteggere sé stesso e anche il tenente Pomp, con cui Wozniak ha una relazione omosessuale clandestina. Nel frattempo, un altro agente della squadra di Wozniak, la poliziotta Tess Nazario, chiede aiuto ai colleghi per far sparire un cadavere. Harlee risolve il caso, continuando a coprire il gruppo, ma Stahl insiste che vuole Wozniak. Harlee esce a cena con il procuratore James Nava, per discutere della riapertura del processo all'ex-compagno, ma viene interrotta da una chiamata di Stahl che le impone di indossare nuovamente delle microspie e tentare di carpire immediatamente prove per incastrare Wozniak. Riuscita a convincere quest'ultimo di non essere la talpa, ritorna alla sua cena interrotta con James Nava.